# Acronicta angustimacula
Acronicta angustimacula là một loài bướm đêm trong họ Noctuidae.